# Kurbin
Kurbin (albanska: Kurbin med böjningsformen Kurbini) är en kommun i Lezhë prefektur i nordvästra Albanien. Den bildades 2015 genom sammanslagning av de tidigare kommunerna Fushë Kuqe, Laç, Mamurras och Milot. Kommunens centralort är staden Laç. Den totala befolkningen var 46 291 vid folkräkningen 2011. Den har en yta på 269,03 km2.

## Kända personer
- Paskal Trokshi
- Lek Pervizi - målare
- Prenk Pervizi - albansk general